# Connexivum

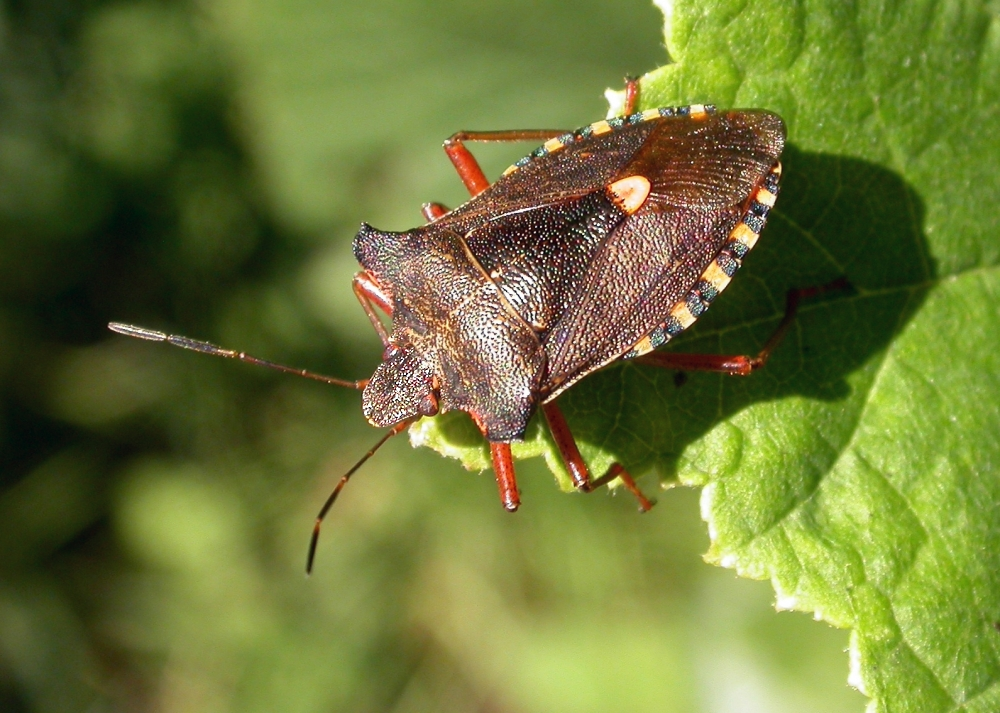
Roodpootschildwants (Pentatoma rufipes) met duidelijk geblokt connexivum

Het connexivum is de vlakke, teruggeslagen of verticale rand van de buik, te zien bij de Heteroptera (wantsen). Het wordt veroorzaakt door vergroting van delen van de buik die samen een laterale rand vormen. 
Bij veel wantsensoorten, is het connexivum gestreept of gevlekt langs de randen.
De naam komt uit het Latijn, connexus, voltooid deelwoord van connecto, samenvoegen.